# Pia Adelsteen
Pia Adelsteen, née le 11 septembre 1963 à Korsør (Danemark), est une femme politique danoise, membre du Parti populaire danois et députée au Folketing de 2007 à 2019.

## Biographie
Engagée au sein du Parti populaire danois, Pia Adelsteen devient conseillère municipale de Slangerup en 2002 à 2006. À la suite de la fusion de la commune dans celle de Frederikssund, elle est élue au conseil municipal de la nouvelle commune de 2006 à 2014.
Elle est élue députée au Folketing lors des élections législatives du 13 novembre 2007. En 2009, elle devient la porte-parole de son groupe parlementaire pour les questions européennes.
Elle est réélue pour un nouveau mandat lors des élections législatives de septembre 2011. Après le scrutin, elle conserve son rôle de porte-parole du Parti populaire danois pour les questions européennnes, auquel s'ajoute celui de porte-parole pour l'égalité hommes-femmes. En août 2014, elle devient également porte-parole pour la politique environnementale.
Elle remporte un troisième mandat lors des élections législatives de juin 2015, à l'issue desquelles elle connserve son rôle de porte-parole pour l'environnement,. En avril 2016, elle succède à René Christensen à la présidence de la  commission parlementaire sur l'environnement et l'alimentation.
Lors des élections municipales de novembre 2017, elle est élue conseillère municipale de Mariagerfjord, une commune du Jutland du Nord hors de sa circonscription législative. Elle ne se représente pas lors des élections municipales de novembre 2021.
Elle est candidate aux élections européennes de 2019, en troisième position sur la liste du Parti populaire danois. Lors du scrutin du 26 mai, le mouvement ne remporte qu'un seul siège et elle n'est pas élue. Elle n'est pas candidate à sa réélection aux élections législatives du 5 juin.
Elle tente de retrouver son siège de députée lors des élections législatives de novembre 2022, mais le Parti populaire danois obtient le pire score de son histoire et n'obtient pas de siège dans sa circonscription du Seeland du Nord. En mai 2025, elle annonce son intention de briguer de nouveau un mandat de députée lors des prochaines élections législatives.

## Distinctions et honneurs
- Chevalier de l'ordre de Dannebrog (2018)[14]